# تعلم السباحة

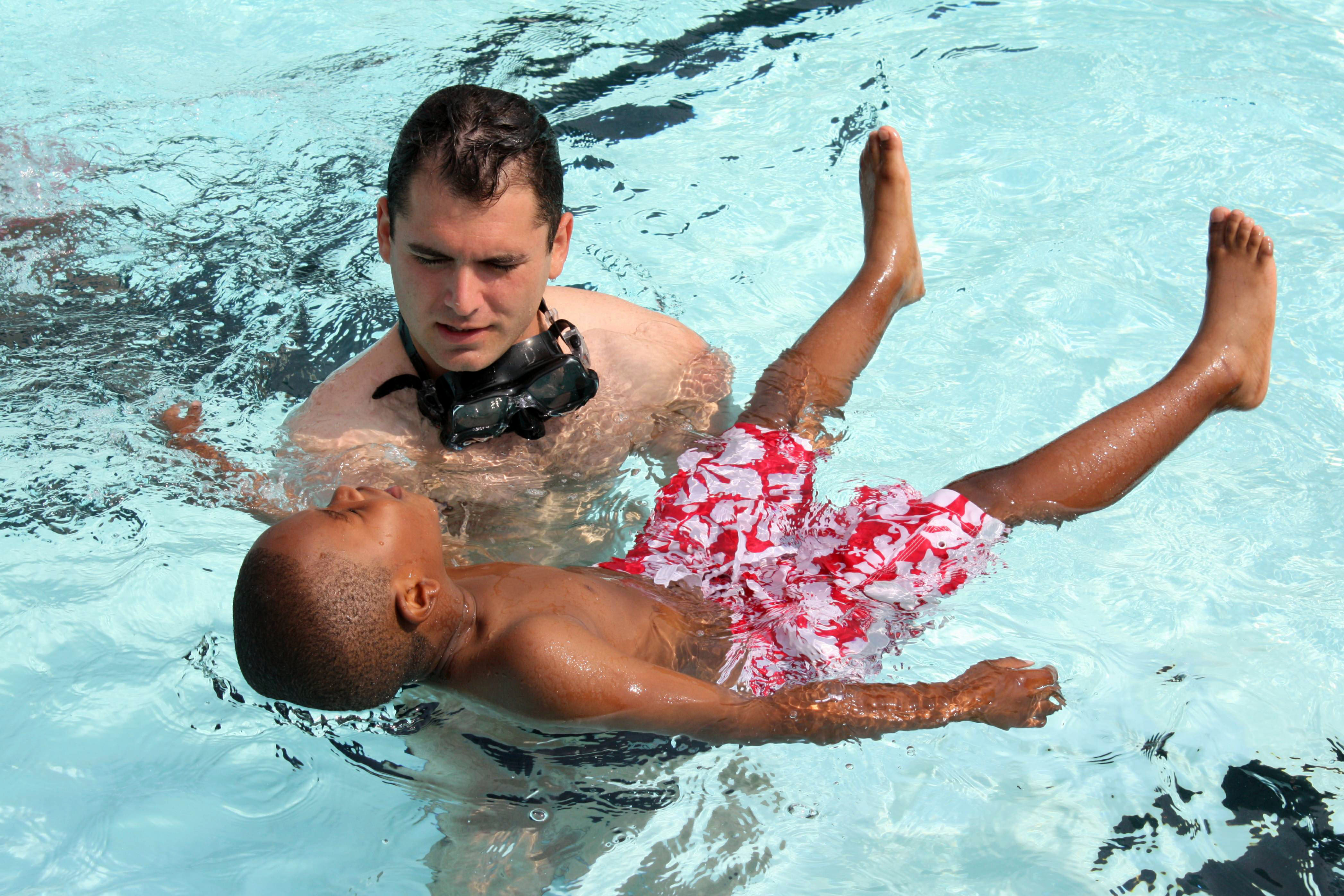
تعيلم الطفل كيفية العوم

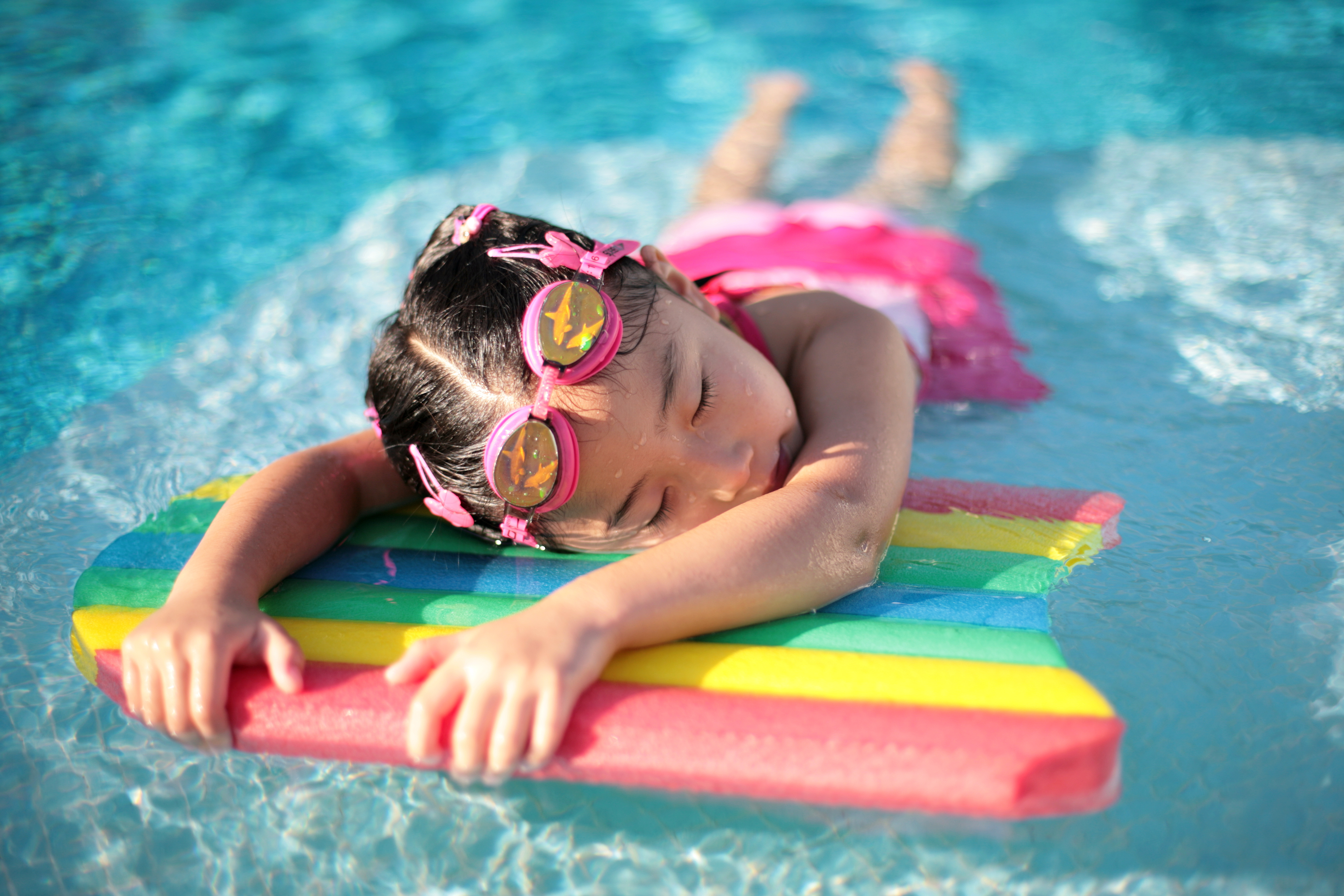
الستايروفوم يساعد على الطفو (المسك والركل) يساعد الأطفال على تعلم السباحة.

السِّبَاحة هي رياضة تعني نشاط بدني يتضمن الحركة في الماء باستخدام الذراعين والساقين.
يستطيع الإنسان السباحة في البحر، وحمامات السباحة، والأنهار، والبحيرات ..
يقوم الناس بالسباحة كنوع من أنواع ممارسة الرياضة، وللمتعة، وكرياضة. 
هناك عدة طرق للسباحة، تُعرف باسم "الحدود، بما في ذلك: الزحف الأمامي، وسباحة الصدر، والسباحة الحرة، وسباحة الفراشة، وسباحة الظهر.
بالعَوْم.
وهي حركة الكائنات الحية في الماء دون المشي في القاع.
إن تعلم السباحة بالإضافة إلى ان لها فوائد صحية جسدية للإنسان فهي أيضا بالمقابل لها العديد من الفوائد النفسية، حيث إنها تقوي القدرات العقلية للإنسان، وتكسبه ثقة بالنفس عالية، و تخلصه من المخاوف التي قد تصيبه لأنها من الرياضات التي تعتمد على الشجاعة و قوة المواجهة.
لكن يجب عليك أن تعلم أن لها بعض الأضرار مثل غيرها من الرياضات مثل :
1_الحكة
2_شد اعضلي
يفضل في بداية سباحتك استكشف حمام السباحة، وابق بالقرب من الحافة، وتجول واستشعر بمقاومة الماء، وتنفس ببطء وعمق (من خلال أنفك، وأخرجه من خلال فمك). حاول أن تظل مسترخيًا واستمر في التجديف حتى تشعر بالراحة.
عندما تعلم الأطفال السباحة العب معهم في حمام السباحة بنفسك، أو انضم إلى فصل يركز على الاستمتاع والراحة في الماء (بدلاً من تعلم السباحة). قد تتضمن الأنشطة تعليمهم كيفية السباحة وغناء الأغاني أثناء التمايل وممارسة الألعاب اللطيفة في الماء معًا.

## تاريخ السباحة
عرفت السباحة منذ عهد بعيد، وتشير التنقيبات التي أجريت على الآثار القديمة الموجودة في بقاع العالم ومنها النقوش الضئيلة البروز الموجودة على اِلآثار البابلية والرسوم الموجودة على جدران آثار الحضارة الآشورية بان الإنسان قد عرف السباحة منذ بدايات وجوده على الأرض، فقد وجدت في رسوم العصر الحجري في كهوف جنوب غرب مصر القديمة. وقد ذكرت السباحة منذ عام 2000ق م. وفي عام 1538م كتب البروفسور الألماني نيكولاس فينمان أول كتاب عن السباحة.
بدأت ممارسة السباحة كلعبة رياضية في قارة أوروبا في عام 1800م تقريباً، وكان الأسلوب السائد هو سباحة الصدر. كانت السباحة جزء من الألعاب الأولمبية منذ أول دورة عام 1896م بأثينا، اليونان.
في عام 1908م تأسس الاتحاد العالمي للسباحة FINA. أصبحت سباحة الفراشة أسلوباً مستقلاً في عام 1952م.
تعتبر السباحة نشاطاً يمارس بشكل كبير للترفيه وكذلك كرياضة عالمية وأولمبية.
كما أن هناك العديد من الفوائد للرياضة، بالإضافة إلى المخاطر حين لا يكون السباح حذراً.
- فوائد السباحة للسباحة فوائد منها:

1. إن السباحة نوع من الرياضة الناعمة التي يمكن تكييفها حسب قدرات وإمكانيات واستعداد المتدرب.
2. إن السباحة تقوي عند الطفل قدراته العقلية ويكتسب الثقة بنفسه وعندما يواجه الخطر يستطيع التخلص منه وبنفسه.
3. إن السباحة تتمثل فوائدها في الصعوبات التي تولدها في تعليم طريقة التنفس.

السباحة رياضة مفيدة للجسم والعقل والحالة النفسية يجب على الكل ممارستها وهي رياضة جميلة جدا وتنمي عضلات الإنسان

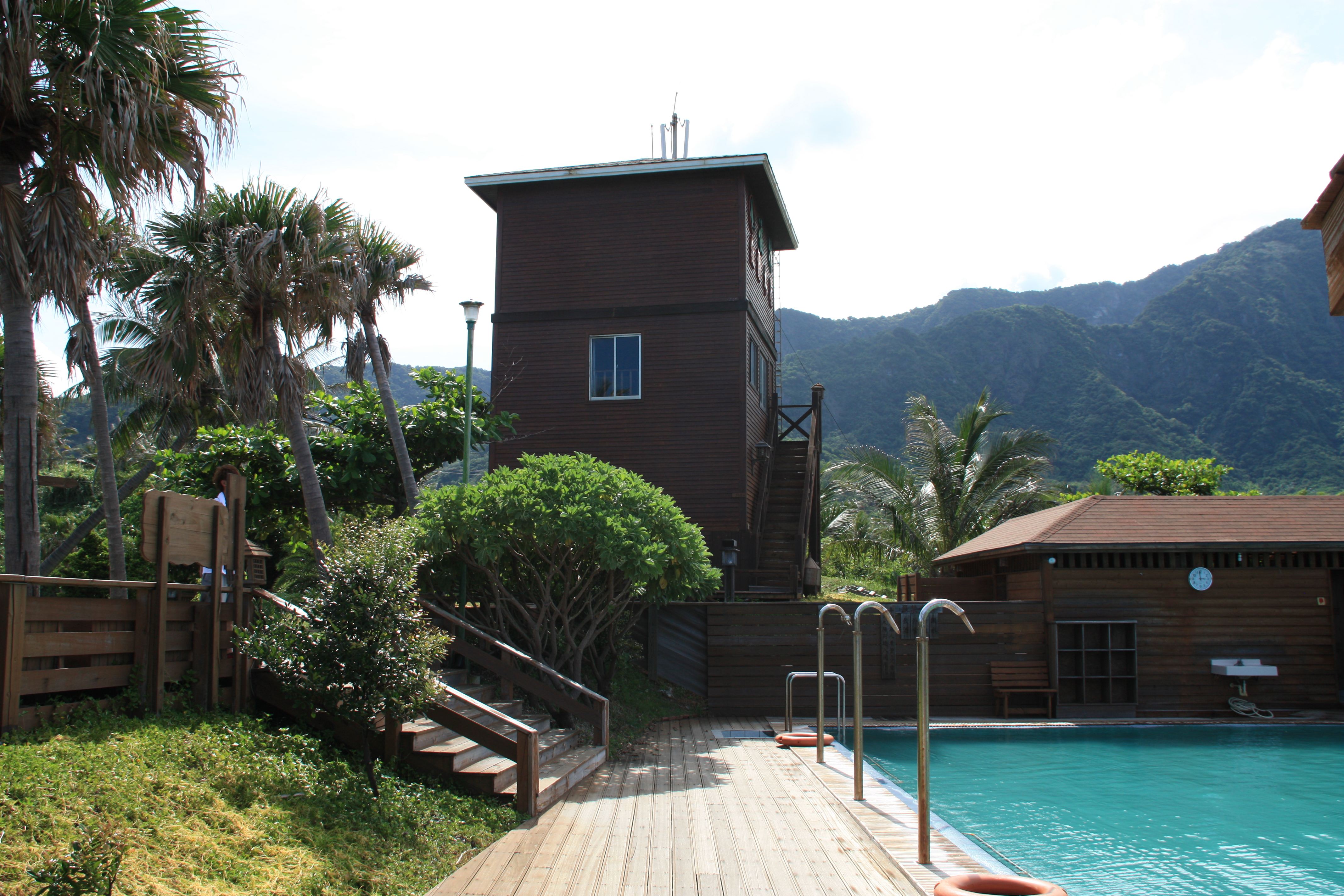
مسبح للتعليم

## تعلم الطفل السباحة
يجب أن يتعلم الطفل السباحة منذ سن الثالثة ففي هذه السن يخشى الطفل الماء لان الماء في نظره عنصر طبيعي والتدريب المبكر يسمح له بحب الماء قبل أن يغرس أحد البالغين في ذهنه الخوف من هذا العنصر الطبيعي السائل. من جهة أخرى ينصح بعض الاختصاصيين بأن يبدا تدريبه على السباحة عندما يبلغ سن الثانية عشر، نستنتج أن بالإمكان التدريب على السباحة في كل الأعمار، وأن أي شخص يستطيع تعلم السباحة.
.
ولكن ينصح بعدم تعليم الأطفال الرضع دروس السباحة لمنع الغرق.

## دروس السباحة للأطفال الرضع
مراكز الوقاية من الأمراض ومكافحتها يوصي بدروس السباحة للأطفال 1 عام ـــ 4 أعوام، جنبا إلى جنب مع غيرها من اتخاذ تدابير وقائية لمنع الغرق.
في عام 2010، عكست الأكاديمية الأمريكية لطب الأطفال موقفها السابق الذي قد كان لا يوافقون فيه على الدروس قبل سن 4، مشيرا إلى أن الأدلة لم تعد معتمدة لتقديم الاستشارات ضد دروس السباحة في وقت مبكر. هناك فرق جوهري بين دروس السباحة الجديدة للأطفال الرضع ودورات المياه التقليدية اللعب بين الوالدين والطفل. دروس السباحة للرضع تسمى أحيانا السباحة المنعشة للرضع، وكذلك تعليم الأطفال الرضع والأطفال الصغار كيفية الشفاء من حادث سقوط عرضي في جسم مائي.

## مدرسة السباحة

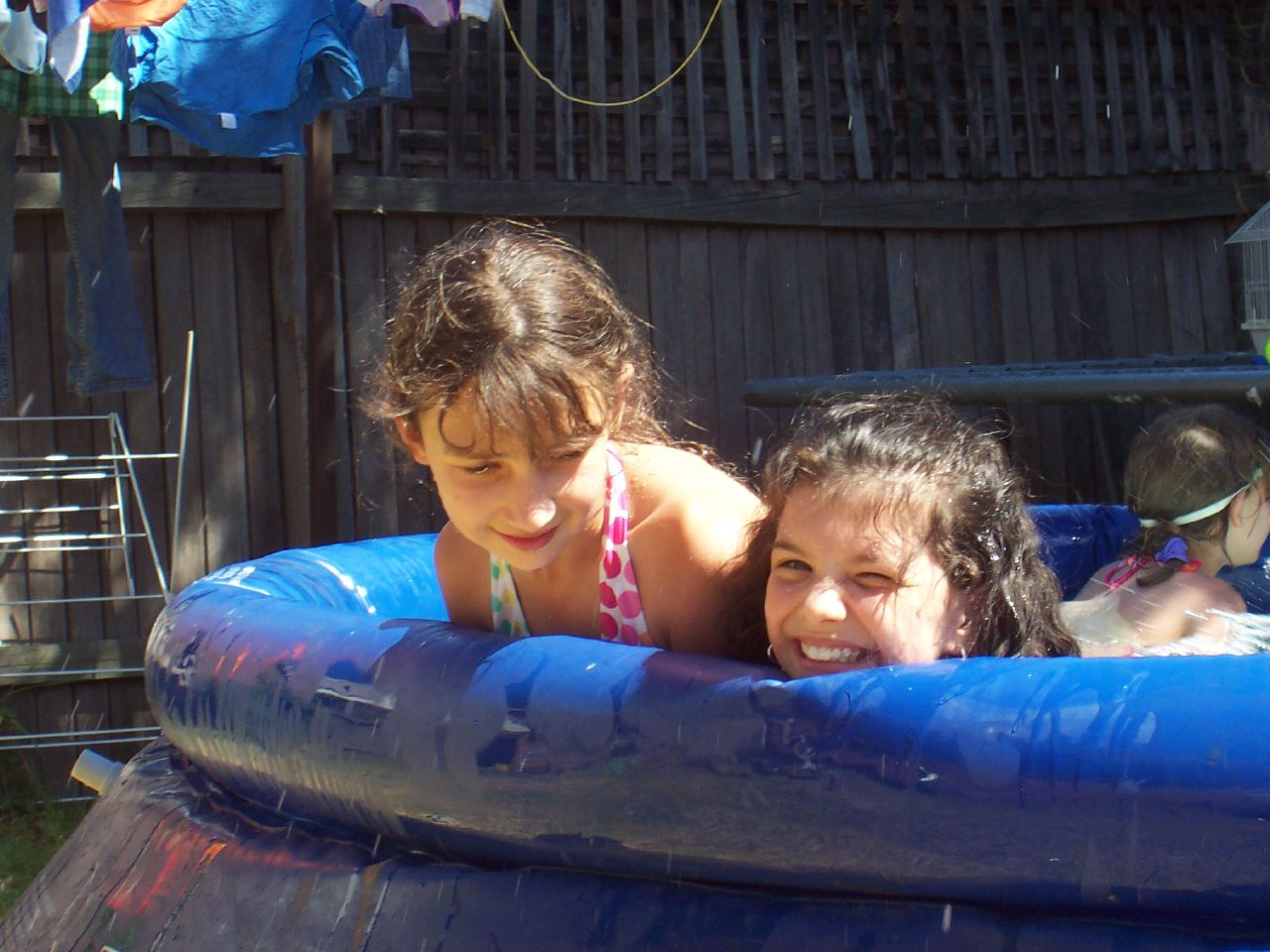
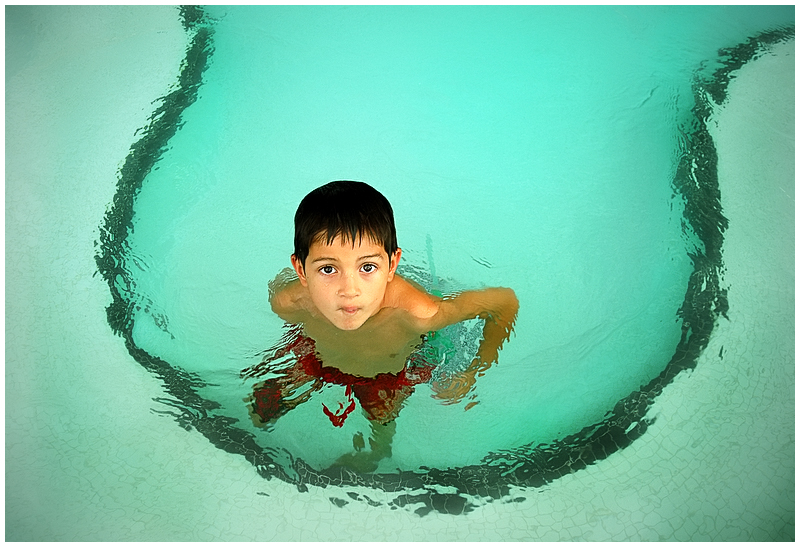
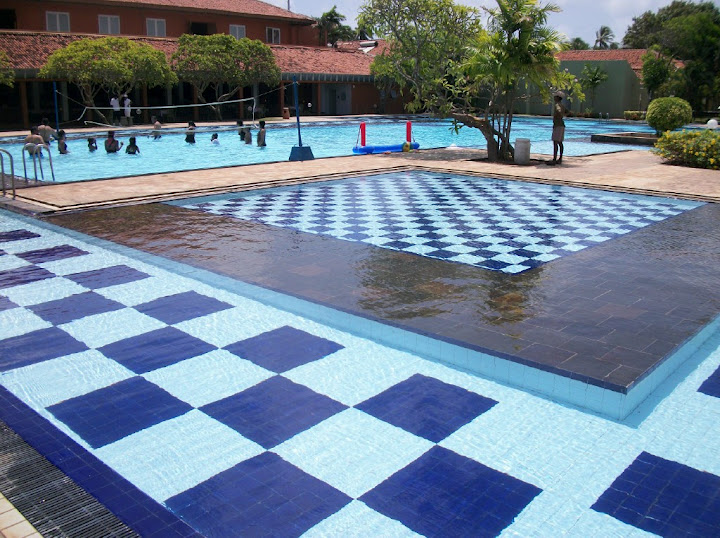
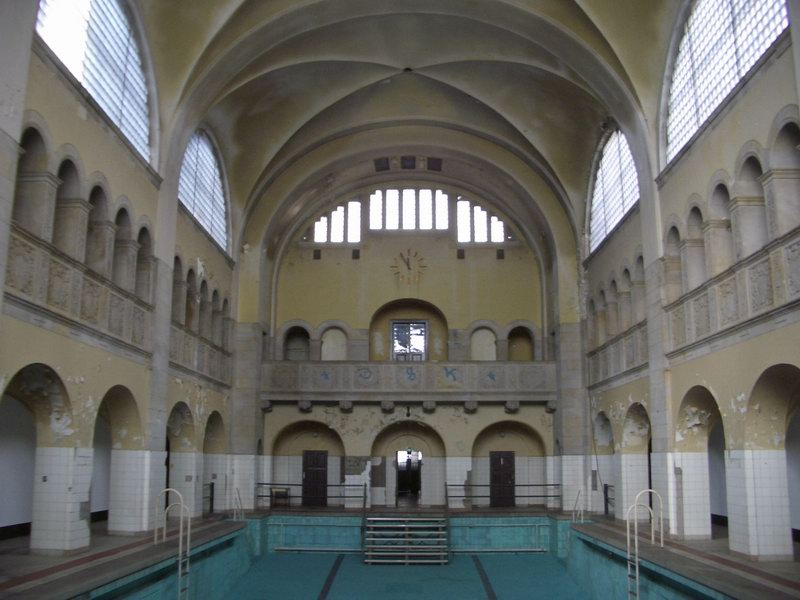

في كثير من الأماكن، يتم توفير دروس السباحة بواسطة حمامات السباحة المحلية، سواء كانت تديرها السلطة المحلية او الشركات الترفيهية الخاصة. وتشتمل مناهج العديد من المدارس أيضا دروس السباحة في التربية البدنية، وتُقدم في حمامات المدارس نفسها، أو في أقرب حمامات تجمع عامة.
المناهج الدراسية في السويد، الدنمارك، النرويج وفنلندا، يجب على جميع الأطفال الذين تتراوح أعمارهم بين 11 عاما في مستوى الصف الخامس أن يتعلموا كيفية السباحة وكذلك كيفية التعامل مع حالات الطوارئ بالقرب من المياه. في المناطق العامة.

### تعلم السباحة على اليابسة
يمكن تنفيذ الحركات الضرورية لتعليم السباحة على اليابسة كما يلي:-
1. اجلس على الأرض وركز ثقل جسمك على يديك من الخلف.
2. نفذ حركات مختلفة ومفيدة جدا مثل ثني الساقين مع المباعدة ما بين الركبتين ومد الساقين ثم إعادتها إلى وضعها المثني.

ولكن تبقى هذه التمارين نظرية لغياب العنصر الأساسي ألا وهو الماء.

## طرق التدريب الطبيعية علىالسباحة
هناك طريقتان للتدرب على السباحة في الماء

### الطريقة الأولى
باستعمال حزام يلفه حول خصر المتدرب ويربط بحبل يمسك طرف المدرب أو صديق للمتدرب. ويبقى الإطار الداخلي لعجلة سيارة الذي يلفه المتدرب حول جسمه، كما يمكن استعمال لوح خشبي خاص بالمتدرب على السباحة ولكن هذا اللوح يسمح بالتنسيق المتطور لحركات الساقين والذراعين.

### الطريقة الثانية
استعمال حزام أو إطار أو لوح خشبي وهي طريقه بسيطة يمكن تقسيمها إلى أربع مراحل:
1. تعليم المتدرب على التغلب على خوفه من الماء
2. تعليم المتدرب طريقة العوم
3. تعليم المتدرب على تنفيذ الحركات بالتزامن بين الساقين والذراعين
4. من المفترض ان يكون المتدرب قد تعلم السباحة بعد تنفيذ المراحل اعلاه

يشتكي البعض من مشاكل أثناء السباحة من دخول الماء في الأذن أو الأنف أو الالتهاب وحساسية في العين لذا يجب استخدام نظارة سباحه من النوع الجيد حتى لا يتسرب الماء داخله واستخدام سداده للأذن والأنف. مشكلة تعلم السباحة هي الخوف من الغرق حتى ولو كان الماء ضحل أي عمق الماء متر لا يغطي الشخص فكيف يغرق في هذه الارتفاع ولو وقف أي شخص في هذا الارتفاع لوصل الماء إلى بطنه هذا للكبير أما الصغير فقد يصل إلى عنقه.

## التدرب على التخلص من الخوف والغرق
يفضل لبس نظارة سباحة في الغوص حتى ولو كنت لا تشتكي من عينك لان النظر في الماء بالنظارة يجعلك ترى الأشياء أصفى ويعطيك إحساس غريب وحياة أخرى تحت الماء ويجعلك تستمتع بالنظر وترغب في المواصلة بالنظر تحت الماء مما يشجعك على الاستمرار في التدريب وحب الغوص ويجعلك كذلك مطمأن لأنك ترى الأشياء واضحة وتفضل العوم تحت الماء (الغوص) أفضل من العوم فوق الماء (السباحة)
أولاً: تعلم طرد الخوف وتعلم الغوص إذا كنت لم تجرب السباحة في حياتك ولا تعرف الغوص أو تخاف من الغوص وترغب في التخلص من الخوف يجب عليك اتباع التالي:
1. إدخال الراس تحت الماء:- قف في الماء وخذ نفس عميق وأنزل وجهك في الماء بحيث يغطي الماء نصف رأسك ويكون نظرك إلى أقدامك أسفل الماء وحاول أن تطيل الفترة وكرر هذه العملية حتى يكون الأمر سهل بنسبة لك وليس لديك مشكله في إدخال رأسك تحت الماء ونكون تخلصنا من الخطوة الأولى وهي الخوف من مواجهة الماء.
2. بعد النجاح في التدريب الأول نقوم ألان بالتدرج في النزول إلى الماء بإنزال الجسم تحت الماء إلى أن يغطي الماء الرقبة ثم أخذ نفس بسيط جداً ثم إنزال الرأس تدريجي تحت الماء حتى يتغطى الرأس تحت الماء. كرر هذا التدريب إلى أن تتقنه.

1. النزول والغطس في المسبح:- حاول النزول والجلوس أسفل المسبح ويفضل أن تكون بجوار سلم المسبح أو أي شيء تتمكن من قبضه بيدك حتى يساعدك على المكوث تحت الماء، ويفضل كذلك تفريغ الرئة من الهواء بعملية الزفير لان جسم الإنسان حينما يستنشق الهواء تنتفخ الرئة وتكون مثل العوامة إذا وضعتها في الماء تطفو فوق سطح الماء لذا نحن هنا نحاول التخلص من الهواء لكي لا يطفو الجسم فوق سطح الماء ويظل ثابت تحت الماء. كرر هذه المحاولة وحاول في كل مرة أن تطيل فترة الجلوس حتى تستسيغ الأمر ويكون سهل بالنسبة لك. ونكون بهذه التدريب تخلصنا من مشكلة أخرى وهي بداية الغوص تحت الماء.
2. التدريب على العوم تحت الماء: هذا التدريب مهم جداً ويعتبر هو القاضي على مشكلة الخوف من الغرق وهو تدريب على العوم تحت الماء. إن التعلم تحت سطح الماء أسهل وأسرع من التعلم فوق سطح الماء بالإضافة إلى أنه يختصر وقت مراحل تدريب السباحة فوق سطح الماء وبناءً عليه تكون اختصرت شوطاً كبيراً في التعلم. حينما تتمكن من المكوث تحت الماء وتتعود عليه فانك لاتعاني من أي مشكله أثناء الجلوس تحت الماء ويصبح الأمر طبيعي جداً أن تنزل تحت الماء وذهب الخوف بقي علينا أن نعوم تحت الماء، لذا نقوم بهذا التدريب هو أن تضع أقدامك على حائط المسبح ثم نثني الركب بحيث يكون الفخذ ملاصق أو قريب إلى البطن ونحاول أن نتمسك بطرف حائط المسبح أو سلم المسبح خلفنا لكي نكون معلقين في وسط الماء ولا نطفو فوق سطح الماء ثم ندفع أنفسنا إلى الأمام باستخدام قوة دفع الاقدام حتى تتمكن من الوصول إلى الجهة الآخر مع وضع الأيدي متجه إلى الأمام والرأس يكون نظره إلى أسفل أي يكون الوضع للجسم مستقيم ويجب عدم تحريك أجزاء الجسم أثناء الانطلاق لان أي حرك قد تقلل من اندفع الجسم إلى الأمام وقد يسبب في توقف الجسم ثم نزوله إلى أسفل لذا يفضل كذلك اختيار مسبح يكون عرضه قصير بحيث لا يزيد عن أربعة متر حتى يكون التمرين سهل ومريح مع العلم أن هذا التمرين من أمتع التمارين وقم بتكرير هذا التمرين حتى يكون سهل بالنسبة لك.
3. تحريك أطراف الأقدام:- قم بنفس العملية ولكن يكون الاندفاع اقل بحيث لا يمكنك الوصول إلى الجهة الاخرى إلا بعد أن تقوم بتحريك أطراف أقدامك فقط (الأمشاط) باتجاه أسفل وفوق بحركة سريعة وتكون حركة (الأمشاط) متعاكسة أي واحده تنزل والأخر تصعد والعكس وتكون الحركة مستمرة إلى أن تصل وتكون الساق والفخذ ممتدة لا تتحرك في وضع متلاصق كما هو موضح في الرسم أسفل واستمر في هذا التمرين حتى تتقنه.
4. تحريك الأيدي بعد الانطلاق:- قم بتمرين آخر وهو تحريك الأيدي بعد الانطلاق ببطء وهناك عدة طرق في تحريك الأيدي ولكن ما يهمنا هو أن نتمكن من العوم تحت الماء وبأي طريقه وسنتدرب على الطريقة الأفضل وهي تحريك الأيدي بشكل مروحة أي ترفع الذراع إلى فوق وتكون بزاوية تسعين درجه من فوق الرأس والكف تكون كوضع السكين في حالة نزوله إلى أسفل حتى تكون مقابله الراس من الأمام فتغير حركة الكف مع نزول الذراع إلى أسفل إلى أن تصل بجوار الخصر والكف في وضع معترض بحيث يقوم باستخدام الماء كجسم يقوم بسحبه ثم الدفع مما يتيح للجسم الاندفاع إلى الأمام وبحركة سرعته متوسطه وتكرر هذه الحركة لكلتا اليدين ويتبادلان الحركة صعودا ونزولا في حركة دائرية حتى يتمكن الجسم من الاندفاع إلى الامام وكرر حتى تتقن.
5. النزول في الماء ثم الجلوس والعوم تحت الماء:- قم بالنزول في الماء ثم الجلوس ثم العوم تحت الماء بدون عملية الدفع أي من جلوسك في الماء تقف ثم توجه جسمك إلى أسفل كأنك ستسقط على وجهك مع الوقوف على أمشاط الإقدام ثم لاعتماد عليه بان تقوم بدفع الجسم إلى الإمام ثم تتحرك مباشرة وتحول أن تحرك أيديك وأقدامك مع الساقان بحركة متوسطه، وبعد هذه المرحلة تكون استطعت تعلم الغوص والعوم تحت الماء وبهذا تكون كذلك استطعت أن تتغلب على العقبة الكبيرة التي قد تمنعك من تعلم السباحة وهي الخوف من الغرق فأنت الان تجيد الغوص فلا خوف عليك من الغرق إن شاء الله.[10]

## وصلات خارجية
- http://www.alwasatnews.com/3186/news/read/563401/1.html
- http://mail.michaelphelpsfoundation.org/im.php
- الأولمبية والالعاب المائية
- السباحة